# Японо-маньчжурский протокол
Японо-маньчжурский дипломатический протокол (яп. 日満議定書) был подписан 15 сентября 1932 года между Японией и Маньчжоу-го. Договор подтвердил признание Японией Маньчжоу-го, образованного после японского вторжения в Маньчжурию в 1931 году, 1 марта 1932 года. Договор определил совместную оборону, разрешил присутствие японских войск на железнодорожных станциях, и тем самым закрепил оккупацию.
Со стороны Японии договор подписывал Нобуёси Муто, со стороны Маньчжоу-го — Чжэн Сяосюй.

## Текст (на японском)
日本國ハ滿洲國カ其ノ住民ノ意思ニ基キテ自由ニ成立シ獨立ノ一國家ヲ成スニ至リタル事實ヲ確認シタルニ因リ滿洲國ハ中華民國ノ有スル國際約定ハ滿洲國ニ適用シ得ヘキ限リ之ヲ尊重スヘキコトヲ宣言セルニ因リ日本國政府及滿洲國政府ハ日滿兩國間ノ善隣ノ關係ヲ永遠ニ鞏固ニシ互ニ其ノ領土權ヲ尊重シ東洋ノ平和ヲ確保センカ爲左ノ如ク協定セリ
一、滿洲國ハ將來日滿兩國間ニ別段ノ約定ヲ締結セサル限リ滿洲國領域内ニ於テ日本國又ハ日本國臣民カ從來ノ日支間ノ條約、協定其ノ他ノ取極及公私ノ契約ニ依リ有スル一切ノ權利利益ヲ確認尊重スヘシ
二、日本國及滿洲國ハ締約國ノ一方ノ領土及治安ニ對スル一切ノ脅威ハ同時ニ締約國ノ他方ノ安寧及存立ニ對スル脅威タルノ事實ヲ確認シ兩國共同シテ國家ノ防衞ニ當ルヘキコトヲ約ス之カ爲所要ノ日本國軍ハ滿洲國内ニ駐屯スルモノトス
本議定書ハ署名ノ日ヨリ效力ヲ生スヘシ
本議定書ハ日本文漢文ヲ以テ各二通ヲ作成ス日本文本文ト漢文本文トノ間ニ解釋ヲ異ニスルトキハ日本文本文ニ據ルモノトス
右證據トシテ下名ハ各本國政府ヨリ正當ノ委任ヲ受ケ本議定書ニ署名調印セリ
昭和七年九月十五日即チ大同元年九月十五日新京ニ於テ之ヲ作成ス

## Текст (на русском)
Исходя из того, что Япония признает факт образования независимого государства Маньчжоу-го, созданного в соответствии со свободным волеизъявлением народа, основываясь на декларации Маньчжоу-го о том, что оно будет уважать международные обязательства Китая в той степени, в какой они могут быть применены к Маньчжоу-го, правительство Японии и правительство Маньчжоу-го в целях длительного укрепления добрососедских отношений между обоими государствами, обеспечения взаимного уважения, территориальной неприкосновенности и мира на Востоке договорились о нижеследующем:
1. Маньчжоу-го вплоть до заключения нового японо-маньчжурского соглашения признает и уважает права и интересы Японии и японских подданных на территории Маньчжоу-го, которыми они обладают на основании прежних японо-китайских пактов и соглашений, а также других официальных и частных договоров.
2. В случае признания наличия угрозы общественному спокойствию и существованию одной из договаривающихся сторон Япония и Маньчжоу-го будут совместно оборонять пострадавшую сторону. В этих целях Япония вводит на территорию Маньчжоу-го необходимое количество войск.
Настоящий протокол вступает в силу со дня его подписания.
Настоящий протокол составлен в двух экземплярах, на японском и китайском языках. В случае разногласий в толковании японского и китайского текста протоколов следует исходить из японского текста.
По уполномочию правительств обоих государств настоящий протокол подписали
(подписи полномочных представителей).

Настоящий протокол составлен в Синцзине 15 сентября 1932 года.